# Mark Overmars
Markus „Mark“ Hendrik Overmars (* 29. September 1958 in Zeist) ist ein niederländischer Informatiker. Er leitet das Zentrum für Geometrie, Imaging, und Virtual Environments (GIVE) an der Universität Utrecht.
Mark Overmars hat einige Software für Beruf und Freizeit geschrieben. Seine populärsten Werke sind das GUI-Toolkit XForms und das Programm Game Maker, welches es auch ohne das Erlernen einer komplexen Programmiersprache erlaubt, Computerspiele zu erstellen. 
Heute wird der GameMaker von YoYoGames weiterentwickelt und ist in verschiedenen Versionen zu erhalten. Außerdem kann die Software auf verschiedene Geräte die geschriebenen Spiele exportieren (darunter iOS, Android, Tizen, Linux und Sonys Playstation). Overmars ist Co-Leader von YoYoGames, hat sich jedoch aus dem Unternehmen zurückgezogen. Die aktuelle Version vom GameMaker ist das GameMaker Studio, Mitte 2014 wurde die Software mehr als zwei Millionen Mal heruntergeladen und ist damit fester Bestandteil in der Indie-Entwickler-Szene.
Overmars wurde 1983 an der Universität Utrecht bei Jan van Leeuwen promoviert (The design of dynamic data structures).
Zudem befasst sich Overmars mit algorithmischer Geometrie (Computational Geometry), einschließlich virtuellen Welten und geographischen Informationssystemen und Robotik. 1992 entwickelte er die Probabilistic Roadmap Methode in der Robotik und schrieb ein Lehrbuch über Computational Geometry.
Zurzeit arbeitet Overmars nicht mehr an der Universität Utrecht als Professor, sondern baut sein eigenes Unternehmen Tingly Games auf, mit dem er sich auf Spieleentwicklung konzentriert.

## Schriften
- The Design of Dynamic Data Structures, Lecture Notes in Computer Science 156, Springer Verlag 1983
- mit Mark de Berg, Marc van Kreveld, O. Schwarzkopf: Computational Geometry: Algorithms and Applications, Springer-Verlag, 1997, 3. Auflage 2008
- mit J. Habgood: The Game Maker's Apprentice: Game Development for Beginners,  APress, 2006